# Lozen Saddle
Lozen Saddle (in lingua bulgara: Лозенска седловина, Lozenska sedlovina; Sella Lozen) è una sella montuosa o valico antartico, situata all'altitudine di 437 m tra Lozen Nunatak e Zograf Peak, nei Monti Tangra dell'Isola Livingston, nelle Isole Shetland Meridionali, in Antartide.
La sella permette l'accesso via terra dall'area del Wörner Gap alla Shipka Valley. Fu attraversata per la prima volta dall'esploratore bulgaro Lyubomir Ivanov partito dal Campo Accademia il 17 dicembre 2004 nel corso della spedizione di ricerca scientifica Tangra 2004/05.
La denominazione deriva da quella dell'adiacente Lozen Nunatak e fa riferimento al Monastero di Lozen, nella parte occidentale della Bulgaria.

## Localizzazione
La sella è posizionata alle coordinate 62°38′43″S 60°08′20″W, 5,29 km a est di Orpheus Gate, 3,44 km a sud-sudovest del Pirdop Gate e 5,46 km a ovest del Karnobat Pass.
Rilevazione topografica bulgara nel corso della campagna di rilevazioni Tangra 2004/05 e mappatura nel 2005 e 2009.

## Mappe
- L.L. Ivanov et al. Antarctica: Livingston Island and Greenwich Island, South Shetland Islands. Scale 1:100000 topographic map. Sofia: Antarctic Place-names Commission of Bulgaria, 2005.
- L.L. Ivanov.  Antarctica: Livingston Island and Greenwich, Robert, Snow and Smith Islands (JPG), su apcbg.org.. Scale 1:120000 topographic map. Troyan: Manfred Wörner Foundation, 2009.